# La Guerche-sur-l'Aubois
 La Guerche-sur-l'Aubois  es una población y comuna francesa situada en la región de  Centro, departamento de Cher, en el distrito de Saint-Amand-Montrond y cantón de La Guerche-sur-l'Aubois.

## Demografía
| 3453 | 3717 | 3682 | 3326 | 3219 | 3397 |
| Para los censos de 1962 a 1999 la población legal corresponde a la población sin duplicidades (Fuente: INSEE [Consultar]) |      |      |      |      |      |